# Мегрэ (телесериал, Франция)
«Мегрэ» (фр. Maigret) — французско-чехословацкий-швейцарско-бельгийский детективный телесериал по произведениям Жоржа Сименона о комиссаре Мегрэ. Главную роль сыграл Бруно Кремер.
Сериал снимался с 1991 по 2005 год. Всего на экраны вышло 54 серии.

## Сюжет
Мегрэ имеет свой собственный метод расследования, благодаря которому он и стал самым лучшим сыщиком Франции. Каждое преступление он распутывает в присущей только ему неторопливой манере. Его расследования всегда приводят к раскрытию истинных причин убийства, а правда обнаруживается там, где её никто не ждет.
Наиболее известный и продолжительный из сериалов по книгам Жоржа Сименона после «Расследований комиссара Мегрэ». Кабинет комиссара Мегрэ на набережной Орфевр, 36 стал местом, где распутываются криминальные истории.